# 광명북초등학교
광명북초등학교는 대한민국 경기도 광명시에 있는 공립 초등학교이다.

## 학교 연혁
- 1983. 12. 16 광명북국민학교 설립 인가
- 1986. 03. 01 초대 교장 조종순 취임
- 1986. 03. 10 광명북국민학교 개교 13학급 편성
- 1988. 02. 15 광명북국민학교 제1회 졸업(40명)
- 1989. 09. 01 제2대 교장 김상운 취임
- 1993. 09. 01 제3대 교장 전석만 취임
- 1996. 03. 01 광명북초등학교로 개칭
- 1999. 03. 01 제4대 교장 권숙의 취임
- 2000. 09. 01 제5대 교장 김재영 취임
- 2004. 03. 01 제6대 교장 최병록 취임
- 2006. 03. 01 제7대 교장 이원유 취임
- 2007. 03. 01 병설 유치원 2학급 편성(70명)
- 2010. 03. 01 제8대 교장 나병권 취임
- 2013. 09. 01 제9대 교장 김문수 취임
- 2015. 02. 13 제28회 졸업(졸업생: 187명, 총 졸업생: 6,918명)
- 2015. 03. 01 초등학교 39학급 편성

## 참고 자료
- 광명북초등학교 - 한국교육학술정보원 학교알리미

광명북초등하꾜